# Брестовачко језеро
Брестовачко, Бојничко, Бубличко или Магашко језеро су различити називи за вештачку акумулацију у селу Брестовац, удаљену 12 километара западно од Бојника, у подножју планине Радан, на 312 мнв. Настало је крајем 70-их година двадесетог века преграђивањем Пусте реке у њеном горњем току. Служи за водоснабдевањеБојника и Дољевца.
Дугачко је 2,8 километара, широко 500 метара, највећа дубина му је 28, а просечна 12 метара. Површине је око 80 хектара. Обала језера састоји се од неколико полуострва, једног рта и два залива.
Богато је разноврсном рибом: сома, шарана, амур, клен, штука, смуђ, бабушка, бодорка, белица деверика и зато је погодно за риболов током целе године, а лети га посећује велики број купача.

## Галерија
- Источни обронци Радан планине.
- Друга страна бране.
- Језеро.